# دختری در خیابان، دو کالسکه در پس‌زمینه
دختری در خیابان، دو کالسکه در پس‌زمینه (انگلیسی: A Girl in the Street, Two Coaches in the Background) یک نقاشی رنگ روغن از ونسان ون گوگ است که در تاریخ ۱۸۸۲ طرح شد. این اثر هنری در قالب نقاشی فضای باز اجرا شده است.